# Chaetogaedia vilis
Chaetogaedia vilis là một loài ruồi trong họ Tachinidae.